# ОКК Гацко
Омладински кошаркашки клуб Гацко је клуб из Гацка, основан 2005. године, а утакмице игра у Спортској дворани Гацко.
У сезони 2006/07. клуб се такмичио у Другој лиги РС група Исток, када је заузео 3 место. Током сезоне 2007/08, клуб је освојио прво место Друге лиге РС група Исток и од наредне наступао у Првој лиги Републике Српске у кошарци.